# Färdigmat

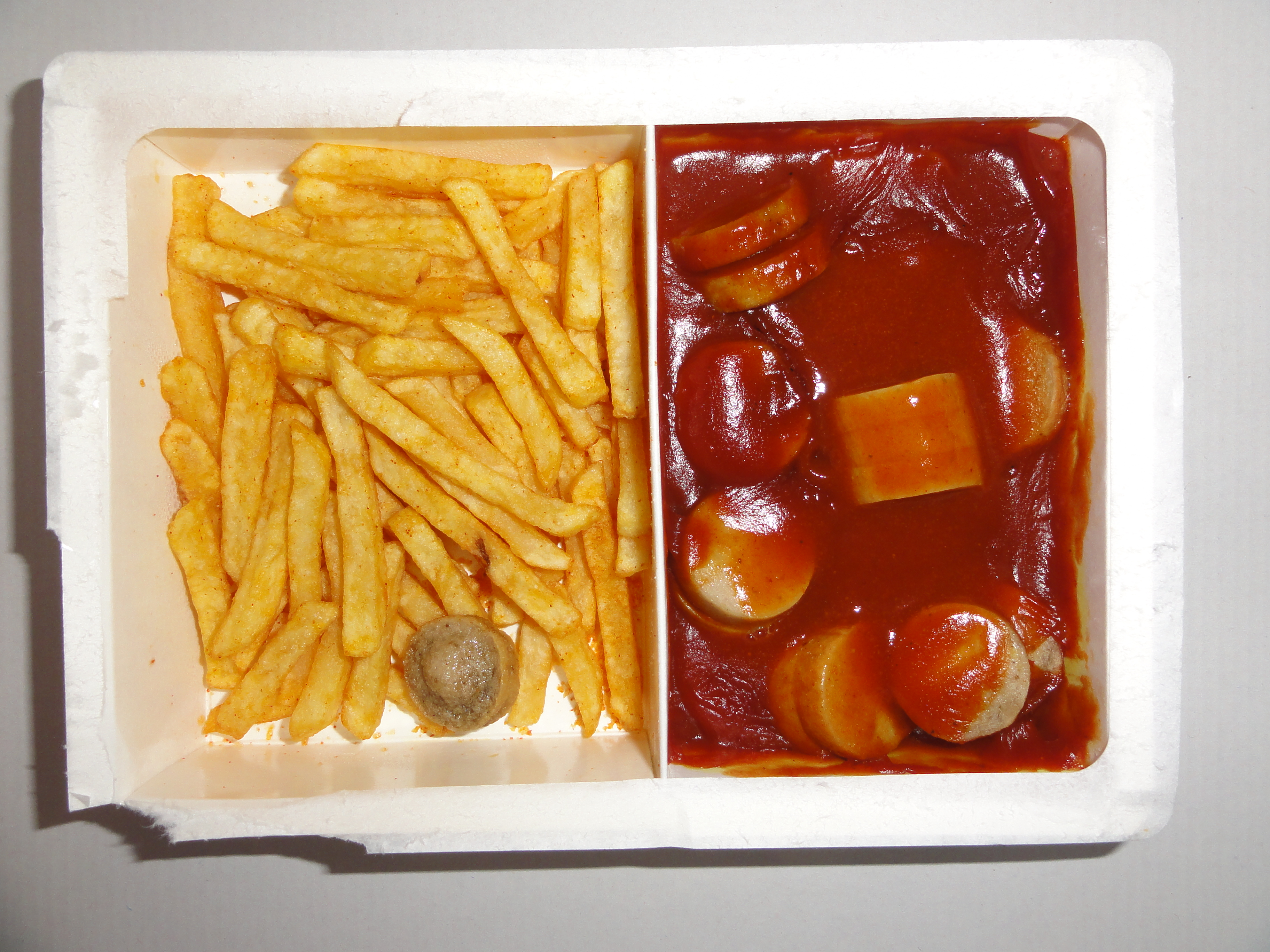
En upptinad mikrorätt i Tyskland, med currykorv och strips.

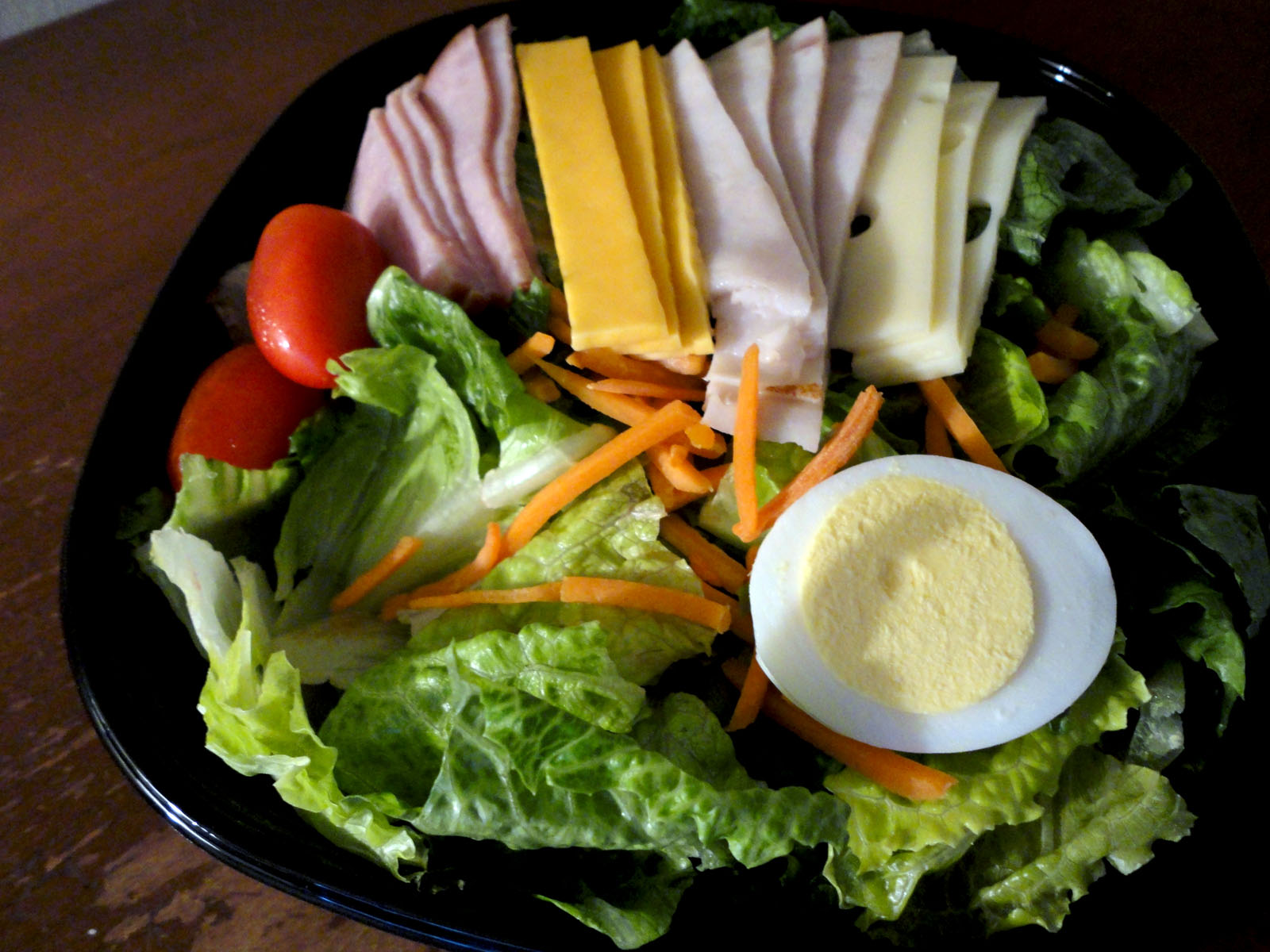
En färdig sallad från en livsmedelsbutik.

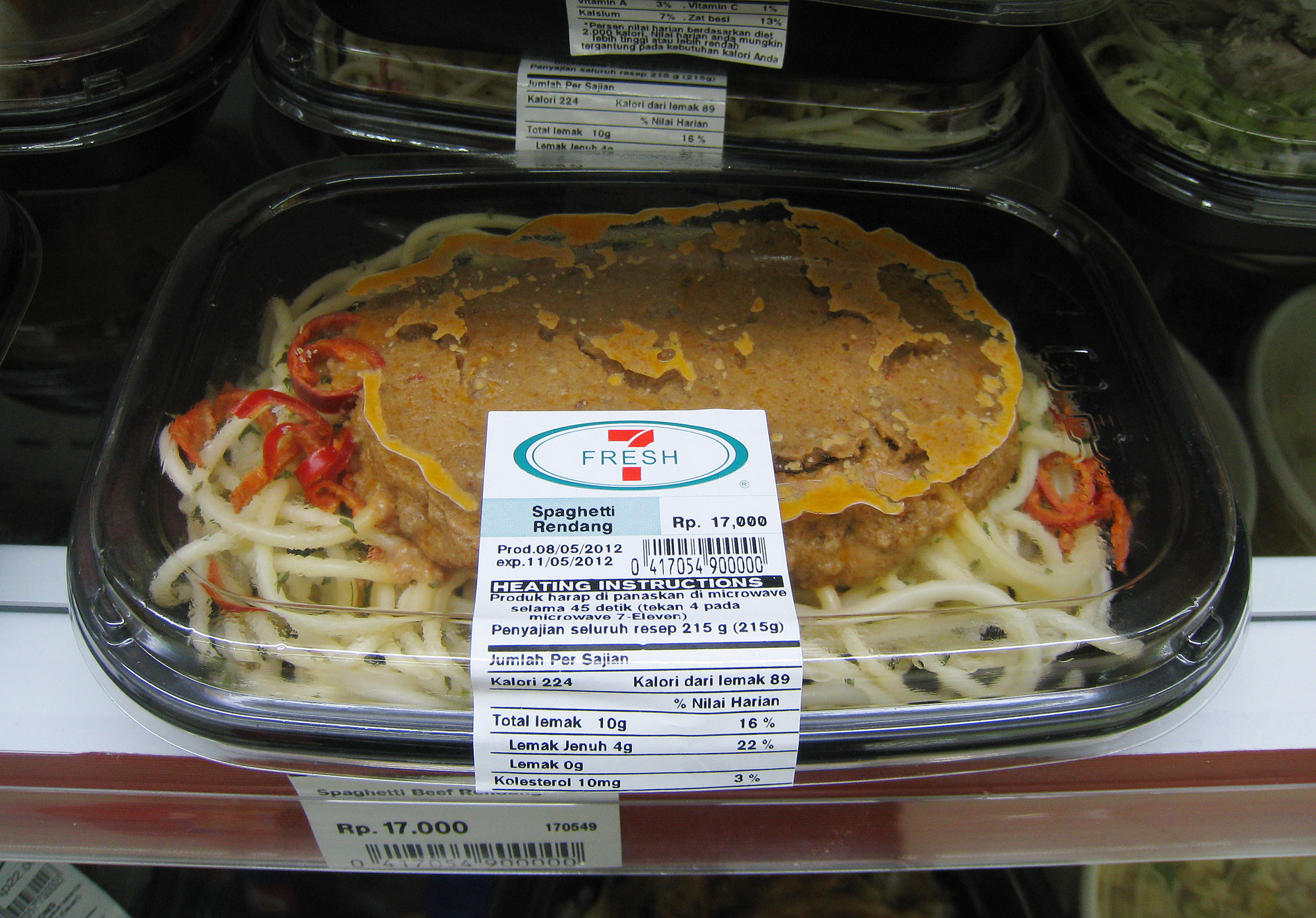
Spaghetti Rendang. En färdigrätt i en butik i Jakarta i Indonesien.

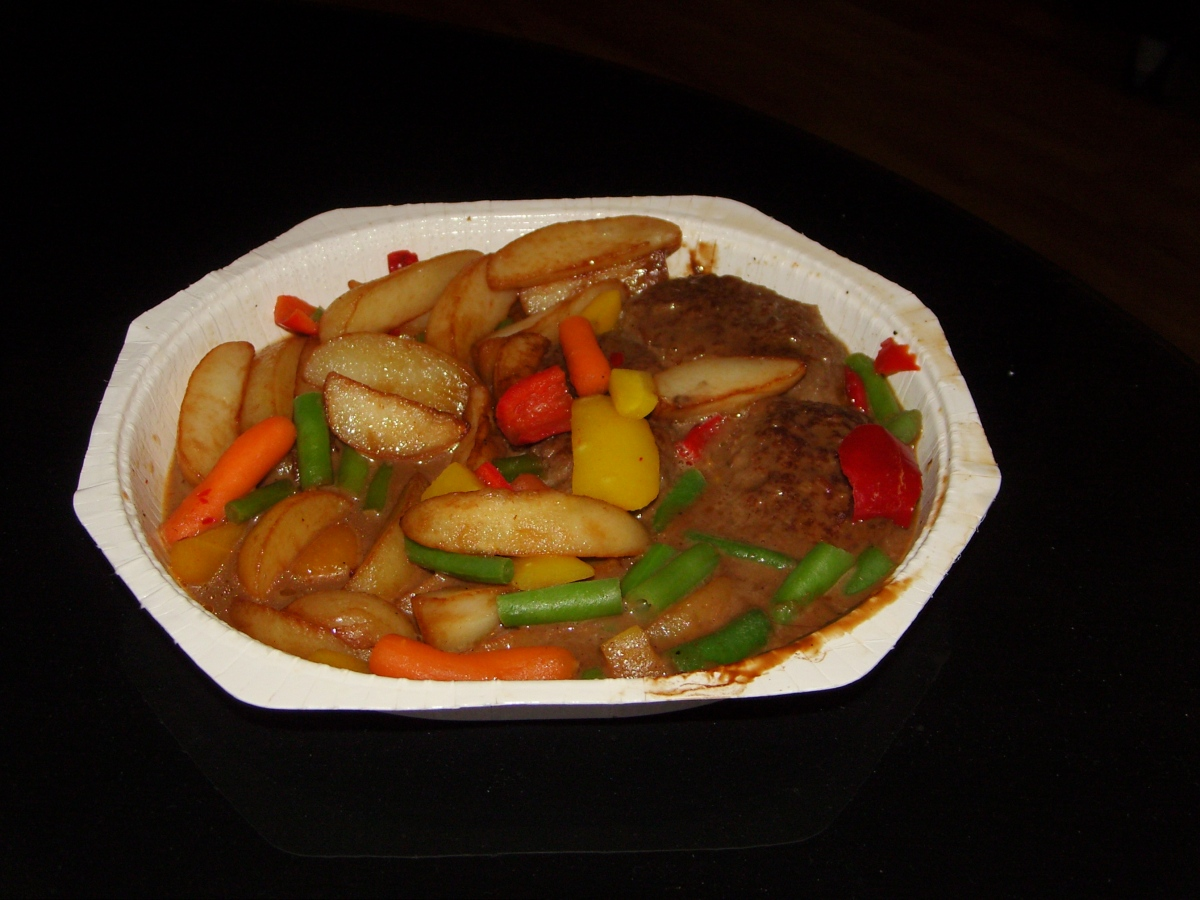
Porterbiff. En uppvärmd enportionsrätt i Sverige 2009.

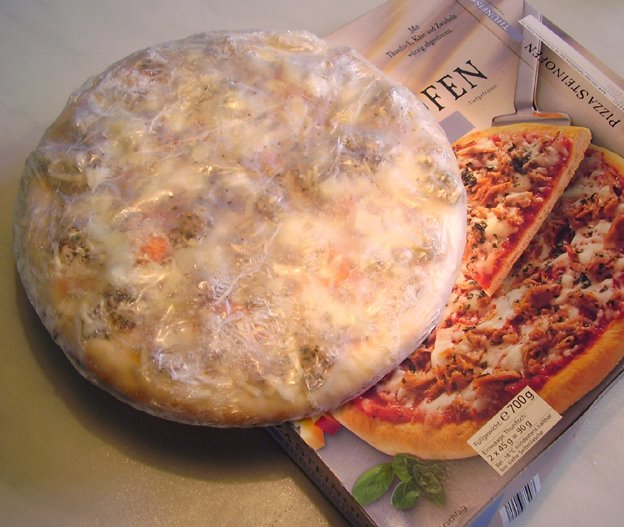
En djupfryst pizza som kan värmas i ugn är exempel på färdigmat.

Färdigmat eller en färdigrätt är en färdiglagad/ätklar maträtt som saluförs i livsmedelsbutiker. Den är vanligtvis industriellt tillverkad, men kan ibland tillredas i butiken. Färdigmaten säljs djupfryst, kyld eller rumstempererad och är ätklar eller värms i mikrovågsugn, på spis eller i vanlig ugn. Utbudet av färdigmat är stort och omfattar allt ifrån husmanskost till pizza och diverse sallader. Sallader finner man i butikens kyldisk, annars finns allt ifrån enportionsrätter till flerportionsrätter och pizzor i såväl kyldisken som i frysdisken. Motsatsen till färdigmat är hemlagad mat.

## Försäljning
Försäljningen av färdigmat har ökat markant. Många har insett det smidiga i att kunna få en måltid snabbt och till ett bra pris i förhållande till snabbmat. I Sverige är Gooh marknadsledare inom kyld färdiglagad mat (2010) och Findus är marknadsledare på djupfryst enportionsmat och säljer mer än 23 miljoner enportionsrätter per år (2010).
Färdigmat utgör en stor och ökande del av människors energiintag i många länder (2010). I Europa gäller det särskilt för människor i Nord- och Centraleuropa (2009).

## Näring och tillsatser
Färdigmat har ibland rykte om sig att vara onyttig och näringsfattig. Kostrådgivare och forskare har i media, bland annat i konsumentprogrammet Plus i SVT, upplyst om att många av färdigrätterna har godtagbara näringsvärden, men att rätterna bör kompletteras med färska grönsaker, färsk frukt, bröd och mjölk för att utgöra en komplett måltid ur näringssynpunkt. Referensvärden som anges på förpackningarna är ungefärliga. Det är individuellt hur många kalorier man bör få i sig, bland annat beroende på ålder och hur aktiv livsstil man har. Att maten blir onyttigare då den värms upp i mikrovågsugn i stället för i vanlig ugn avfärdas som en myt. Frysta livsmedel har heller inte nämnvärt sämre näringsinnehåll än färska, och under tid kan frysningen medföra att näring bevaras bättre än i färska.
En annan invändning finns mot olika livsmedelstillsatser, ibland deklarerade med e-nummer, som kan användas för att förbättra smak, konsistens och hållbarhet. Flera producenter har åtgärdat eller förbättrat förekomsten av onödiga tillsatser i början av 2000-talet. Många färdigrätter innehåller dock fortfarande höga salthalter i förhållande till de nordiska dagsrekommendationerna per person (läst 2018), vilket även omfattar exempelvis charkprodukter, saltade snacks och dessertostar. Konsumenterna uppmuntras att läsa innehållsdeklarationen för att undvika onödiga tillsatser.

## Processade livsmedel
Processade livsmedel omfattar många industriellt framställda livsmedel som vanligtvis säljs i butik. Livsmedelsverket i Sverige talar om fyra olika sorters processad mat från minimalt processad till ultraprocessad mat. Exempel på ultraprocessad mat är chicken nuggets, läsk, glass, chips, kakor, korv, charkvaror och pulversoppor. Den framställs industriellt och består ofta av modifierat vete, socker och raffinerade fröoljor. Det finns studier som kopplar ultraprocessad mat till sjukdomar. Livsmedelsverket anser dock att stödet är begränsat för att försämrade hälsoeffekter beror på bearbetningen.
Nova-definitionen, som många utgår från, är mycket omfattande. Den tar inte hänsyn till näring och omfattar exempelvis färdiga sallader, färdiga maträtter och bröd i butik. Det finns ultraprocessade livsmedel enligt definitionen som kan vara hälsofrämjande beroende på innehåll. Bland färdigmat nämns sådan som liknar hemlagad, exempelvis soppa, fylld pasta, smörgås eller wrap, fryst pizza eller dumplings. Andra ultraprocessade livsmedel som kan vara hälsofrämjande enligt Livsmedelsverket är exempelvis smaksatt färskost och granola.
Produkter som grönsaker, frukt, fullkornsprodukter, havregryn, fisk, ägg och rapsolja är ofta obearbetade och brukar i allmänhet inte klassas som ultraprocessade.

## Miljö och förpackning
En nackdel med vissa färdigmatsalternativ är miljöaspekterna. Råvaror och förpackningar transporteras många gånger långa sträckor. Generellt har det inte funnits något krav på ursprungsmärkning av animaliska produkter i färdigrätter inom EU. Frankrike blev först med att införa ett nationellt lagkrav 2016, bland annat till följd av hästköttsskandalen 2013. I Sverige är det frivilligt för producenterna (2021). 2018 var fem riksdagspartier i Sverige för ett förslag från Sveriges Konsumenter om lagstiftning om ursprungsmärkning av animalier i färdigmat, två var delvis för förslaget och ett var emot.
Rätterna är ofta förpackade i en påse av mjukplast eller behållare av hårdplast eller papp med eventuell plastfolie. Denna kan i sin tur vara omsluten av en kartong. En del är sterilförpackade. Förpackningarna är däremot ofta återvinningsbara.

## Kostnad och förtäring
Färdigmat är ofta dyrare per portion än hemlagad mat, men billigare än restaurangmat. Många av rätterna kräver att man har tillgång till egna bestick och uppvärmningsmöjlighet, till skillnad från mycket av den snabbmat som man kan köpa på exempelvis snabbmatsrestauranger och gatukök. Färdigmat behöver inte förtäras direkt efter köp, utan kan förvaras i rumstemperatur, kyl eller frys under en tid beroende på produkt.